# David Horler
David „Dave“ Horler (* 10. September 1943 in Lymington) ist ein britischer Jazzposaunist, Bandleader und Arrangeur.

## Leben und Wirken
Horler stammt aus einer musikalischen Familie; sein Vater Ronnie Horler (1920–2005) war als Bigband-Trompeter professionell tätig und auch sein jüngerer Bruder John ist gleichfalls Jazzmusiker. Ab dem fünften Lebensjahr lernte er Piano; vierzehnjährig kam die Ventilposaune dazu. Er studierte von 1960 bis 1963 an der Royal Academy of Music. Er war von 1970 bis 1973 Mitglied des BBC Radio Orchesters, um dann freiberuflich für Ella Fitzgerald, Bing Crosby und andere zu arbeiten. Daneben leitete er ein Jazzquintett mit Jimmy Hastings. 1980 kam er als Erster Posaunist, Komponist und Arrangeur zum WDR-Tanzorchester unter Werner Müller, aus dem die WDR Big Band Köln hervorging, die er mitgeprägt hat und deren Mitglied er bis 2008 blieb. Er war dort auch als stellvertretender Dirigent tätig. Aktuell leitet er das großformatige Rhine Phillis Jazz Orchestra.
Horler ist auch auf Alben von Kurt Edelhagen, Kenny Wheeler, Tony Kinsey, Peter Herbolzheimer, Heinz Kretzschmar, Peter Herborn, Vince Mendoza und seiner Tochter Natalie Horler zu hören.

## Diskographische Hinweise
- Dave Horler/Ludwig Nuss Rolling Down 7th (Mons Records)

## Lexikalische Einträge
- Jürgen Wölfer: Jazz in Deutschland. Das Lexikon. Alle Musiker und Plattenfirmen von 1920 bis heute. Hannibal, Höfen 2008, ISBN 978-3-85445-274-4.